# Dave Cousins
David Joseph Hindson (Hounslow, Middlesex, Inglaterra; 7 de enero de 1940 - 13 de julio de 2025), conocido como Dave Cousins, fue un cantante y compositor inglés que fue el líder, cantante y compositor más activo de Strawbs desde 1967.

## Carrera
Cousins era uno de los miembros fundadores de la banda originalmente conocida como the Strawberry Hill Boys, que empezó como una banda de bluegrass, pero finalmente fue variando a otros estilos (folk, folk rock, rock progresivo...). También ha actuado como dúo acústico con el guitarrista de Strawbs, Brian Willoughby, y en Acoustic Strawbs con Willoughby (hasta agosto de 2004), Dave Lambert y Chas Cronk (desde septiembre de 2004).
Cousins se licenció en Estadística y Matemáticas Puras por la Universidad de Leicester y también hizo carrera en la radio. Fue productor de Denmarks Radio (1969 - 1979), controlador de programa en Radio Tees (1980 - 1982) y director gerente de Devon Air en Devon (1982 - 1990).
Desde 1991, Cousins ha estado a cargo de St. David's Research y ha sido fundamental en el éxito de emprendedores de franquicias relacionadas con algunas estaciones de radio local del Reino Unido. Estaciones como Thames Radio (Kingston-upon-Thames), Radio Victory (Portsmouth) y XFM en Londres. También dirige Witchwood Records, un sello discográfico independiente.
Cousins todavía está en activo, y sigue yendo de gira por América del Norte y Europa con Acoustic Strawbs varios meses al año.
En febrero de 2012, se anunció una nueva empresa con el productor Chris Tsangarides: el sello Dark Lord Records. El primer lanzamiento fue de la banda Spit Like This el 21 de mayo.
En 2014, Witchwood Media Limited publicó la autobiografía de Cousins: Exorcising Ghosts: Strawbs and Other Lives

## Apariciones especiales
En 1980, Cousins hizo una aparición como invitado en On Through the Night, el álbum de debut del grupo de heavy metal británico Def Leppard. Al principio de "When the Walls Came Tumblin' Down" se puede oír la voz hablada de Cousins recitando un cuento melancólico que sirve como pista de introducción.

## Álbumes
- Two Weeks Last Summer (1972) (con Roger Glover, Rick Wakeman, Dave Lambert, etc.)
- Old School Songs (1980) (con Brian Willoughby )
- The Bridge (1994)     (con Brian Willoughby)
- Hummingbird (2002) (con Rick Wakeman)
- Wakeman and Cousins "Live 1988" (2005) (con Rick Wakeman)
- High Seas (2005)     (con Conny Conrad)
- The Boy in the Sailor Suit (2007)
- Caminos secretos (2008)
- Duochrome (2008) (con Ian Cutler) grabaciones en directo de la gira por Estados Unidos en marzo de 2008
- Moving Pictures (2015) grabación acústica en directo en solitario desde el Kent Stage, Kent, Ohio, EE. UU. El 15 de marzo de 2008